# Non-combattant

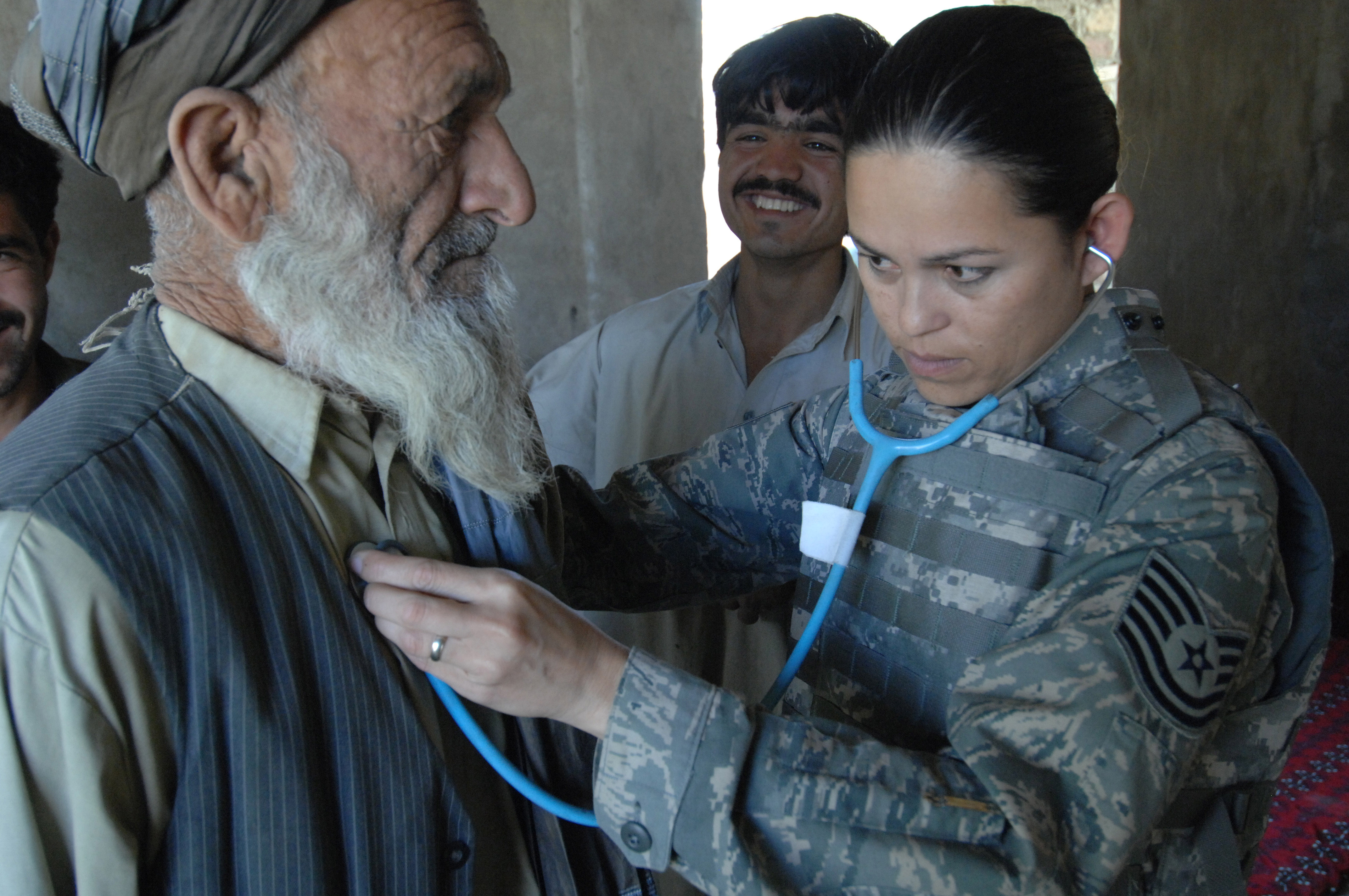
Aide-soignante militaire, 2007.

L'expression non-combattant, dans le jargon militaire et dans le droit international humanitaire, désigne plusieurs catégories de personnes : 
- les civils qui ne prennent pas directement part aux hostilités[1] ;
- les personnes, comme les aide-soignants militaires et les aumôniers militaires, qui font partie des belligérants mais bénéficient d'une protection en raison de leurs fonctions spécifiques (décrites dans le Protocole I des Conventions de Genève, adopté en juin 1977) ;
- les combattants mis hors de combat ;
- les personnes neutres qui ne participent pas aux opérations de l'un des belligérants.

Le statut de non-combattant apparaît en 1864 dans la première Convention de Genève.

## La protection des innocents au Moyen Âge

### L'influence de saint Augustin
L'idée d'une obligation morale de protéger certaines catégories de la population des effets de la guerre apparaît dès les premières formulations de ce que constitue une guerre juste, chez saint Augustin. Pourtant, l'évêque d'Hiponne, qui s'intéresse principalement au droit d'entrer en guerre, aborde peu le droit qui s'applique au combattant durant la guerre - et donc ce qui lui est permis ou interdit de faire. En effet, dans la mesure où il identifie la guerre juste à la punition d'une injustice, et que la culpabilité de l'ennemi est élevée au rang de condition de la possibilité d'une guerre, la limitation des effets de cette dernière n'apparaît pas parmi les priorités du théologien. Cela pourrait le conduire à défendre une guerre aux effets limités. Mais saint Augustin dénonce les exactions commises à l'encontre des "non-combattants", et reconnaît que certains soldats ennemis puissent être innocents. Pour Richard S. Hartigan, cela génère une forte contradiction: "if there are innocents, as it is obvious there are, how can war be justly waged against them, since in the case of soldiers, who are merely doing their duty, and of non- combatants, who are not actively engaged in prosecuting the unjust war, there has certainly been no volitional commitment to an injustice which alone would qualify them as guilty and as such proper objects of retribution?", relève l'historien. Autrement dit, il n'est pas possible de justifier le droit de tuer accordé au combattant juste par la culpabilité morale de l'ennemi, tout en reconnaissant la présence d'innocents au sein de la population adverse. Pour Louis S. Swift, il est possible de résoudre cette contradiction en distinguant entre la culpabilité objective, qui repose sur une participation à une campagne militaire, et la culpabilité subjective, qui est une culpabilité morale. Si c'est bien la culpabilité de l'ennemi qui justifie la levée de l'interdit divin "tu ne tueras point", ce n'est pas sa culpabilité subjective, mais sa culpabilité objective : "it is not the individual opponent's evil intent or personal guilt that justifies killing him. It is the public threat he poses to people at large (...)". En re-conceptualisant la culpabilité en ces termes, il est possible de distinguer entre combattants et non-combattants: tandis que les premiers sont objectivement coupables en vertu de leur participation à la guerre, les seconds ne le sont objectivement pas.

### L'influence des juristes
Durant la période des XIe – XIVe siècle, on observe une résurgence de ces réflexions, non plus chez les théologiens, mais au sein des textes des juristes médiévaux, qui construisent progressivement un corps de règles autonomes dédiées au droit de la guerre. Ces textes contiennent en filigrane deux problèmes sous-jacents à la protection des non-combattants, soit la formulation d'un droit limité ou illimité de la guerre, et la bilatéralité ou l'unilatéralité du droit de la guerre. Sur le premier problème, deux courants de juristes s'affrontent : l’un, soutenu par les décrétistes et illustré par les textes d’Innocent IV (Sinibaldo dei Fieschi) ; l’autre, plutôt tenu par les sommistes et les théologiens et illustré par les textes de Raymond de Peñafort. Le premier courant est défavorable à la limitation des effets de la guerre. Innocent IV écrit ainsi : "Celui qui mène un juste combat, nous dit le pontife, pourra s’emparer des biens et des personnes, non seulement de l’ennemi, mais aussi de ses vassaux et de ses sujets, dans la mesure où ils l’aident injustement". On observe ici une négation de la délimitation entre les combattants et les non-combattants. Au contraire, les écrits de Raymond de Peñafort penchent en faveur d’un droit de la guerre limité par une double proportionnalité : proportionnalité des dommages infligés à l’adversaire par rapport à ceux subis par le combattant juste, d’une part ; proportionnalité des atteintes infligées par rapport à la responsabilité des individus, d’autre part. Au terme de "noyeux", qu'il emploie pour désigner ceux qui, ayant commis la "noxia", perdent leur immunité, Ulrich de Strasbourg opposera bientôt le terme "d'innocents" pour désigner ceux qui sont protégés par cette double proportionnalité. S'il est tentant de voir, dans l'opposition innocents/noyeux, un précurseur de notre distinction civils/militaires, Peter Haggenmacher souligne que cette identification n'est pas complètement exacte : "beaucoup plus « économique » par ses procédés que proprement « militaire », la guerre médiévale n’a que faire de cette distinction : lui importe avant tout le soutien matériel qu’une personne apporte à l’adversaire : c’est par là que se définissent en fin de compte les nocentes. Il est évident qu’ils comprennent nombre d’individus que nous classerions dans la catégorie des civils".
Outre la limitation des effets de la guerre, le principe d'immunité des non-combattants moderne repose également sur une application bilatérale du droit dans la guerre (jus in bello). Or, chez les juristes médiévaux, cette bilatéralité du droit est encore loin d'être acquise. Ils se trouvent en effet tiraillés, sur cette question, entre une influence romaine, et l'influence exercées par les penseurs de la guerre juste. Fondé sur une conception régulière de la guerre, le droit romain considère que, si les belligérants sont des entités souveraines, alors les deux parties de la guerre sont sur un pied d'égalité : ils bénéficient des mêmes droits et des mêmes prérogatives.